# 老犬ホーム
老犬ホーム（ろうけんホーム）とは、犬版老人ホームとも言える、老犬の終生まで世話を代行するサービス。
環境省動物愛護管理室によると「ペットホテルは最近増えているが、1年以上を想定した長期間預かる施設は聞いたことがない。ペットの高齢化に伴い、老犬ホームのようなビジネスは今後もでてくるだろう。」。ペットを手放す理由などを伝え、入所審査をパスする必要がある。
1978年には北海道盲導犬協会が、世界で初めて盲導犬のための老犬ホームを開設している。

## 意義
高齢者がペットを飼う事も増えている為、飼い主の急な入院等により、ペットをどうしても手放さないといけない場面が増えている。そこで捨て犬・捨て猫の問題に発展しない為、とても今後重要な施設である。
またペットの長寿化に伴い犬にも認知症が増えており、徘徊・夜鳴き・寝たきりなどの介護に悩まされる飼い主にとっては無くてはならない施設である。
老犬介護問題は人間の介護問題を少し遅れて発生しているようなものである。人間の介護が家族だけでは成り立たないように、ペットの介護も介護施設の存在は重要になりつつある。
最近では経営が厳しくなったペットショップ・訓練所・動物病院などが老犬ホームを名乗りながらも、介護は断り元気な老犬しか受け入れない施設もある。介護施設としての意義を見失っている業者も増えている傾向が見受けられる。
近年、時代にそぐわなくなってきた獣医師法との整合性をどう取るかも問題点である。老犬を預かると投薬の必要性は避けては通れないのであるが、獣医師法では獣医・動物看護士以外の投薬は禁止している。飼い主はグレーゾーンであるが、ペットホテル・老犬ホームなどの施設職員の投薬は、保健所からやめる様にとの通達が来る。動物愛護法改正は進んでいるが、現場を縛る時代にそぐわなくなった諸法律の見直しもこれからの老犬介護には必要であろう。

## 立地
老犬ホームは主に、栃木県、和歌山県、北海道など都心から離れた場所に多い。避暑地として世界的に有名な軽井沢にある老犬ホームドッグハウスダディーは、老犬介護の草分け的存在である。これまでも夜鳴き・徘徊・寝たきり老犬に悩む飼い主の受け皿にになっている。栃木県日光にあるペットリゾートカレッジ日光では、日本最大3万3000坪のドッグランを併設しているなど、ペットの健康面を考え、広大なドッグランを併設している施設もある。また、近年では郊外型の施設ばかりではなく、茨城県龍ケ崎市にある老犬ホーム・ペットホテルゆるやかのように駅から徒歩5分という利用者の利便性を重視した施設もある。